# Шавырин, Виктор Николаевич
Ви́ктор Никола́евич Шавы́рин (род. 3 августа 1951, с. Лаврово, Ефремовский район, Тульская область, СССР) — советский и российский журналист и писатель, краевед.
Лауреат литературных премий им. В. В. Овечкина, М. Горького, Л. Н. Толстого.
Живёт и работает в Туле.

## Биография
1967 — напечатаны первые произведения в газете «Молодой коммунар».
1973 — окончил Литературный институт им. А. М. Горького. Работал журналистом в районных и областных газетах.
1987 — в Туле вышла первая книга «Муравский шлях».
1988 — в Москве издана вторая книга писателя «Городище».
1989 — член Союза писателей СССР.
1991 — обозреватель газеты «Тульские известия».
1997 — печатается в журнале «Русская провинция», Тверь (редактор и издатель — М. Г. Петров).

## Сочинения
- Шавырин В. Н. Куликово поле. На земле Яснополянской: Рассказы, стихи, повести. — Тула, 1978.
- Шавырин В. Н. Муравский шлях: Рассказы из истории Тульского края / Ред. Н. Н. Завалишин; Рец.: А. В. Скалон, В. И. Крутиков; Худож. Т. С. Прокуратова. — Тула: Приок. кн. изд-во, 1987. — 208 с. — 15 000 экз.
- Шавырин В. Н. Городище: Очерки о краеведах и краеведении. — М.: Молодая гвардия, 1988. — 96 с. — (Библиотека журнала ЦК ВЛКСМ «Молодая гвардия», № 46 (360)). — 75 000 экз.
- От Тохтамыша до Горбачёва // Тульские известия. 02.04.1997.
- Неделимое поле: (О местонахождении поля Куликовской битвы) // Родина. 1997, № 3-4. С. 94—95.
- Мир и музей: Вестник Ассоциации музеев России. Тула, 2002. № 1-2 (7). (Тема номера: Музеи Орловской области):
  - Орлиное гнездо.
  - История не терпит суесловья.
  - Пять имён и сто проблем.
  - Дом просветителей.
  - Тургенев начинается с детства
  - К Фету.
  - Лесков — каким он был и остался.
  - Этюды о Мценске.
  - История Болхова, рассказанная им самим.
  - Чем дивны Ливны.
  - Успенские однодворцы.
  - Летописи нашего времени.
  - Кромы — город пограничный.
  - Родники Орловщины.
  - Звери и птицы.
  - На курских улицах в Орле.
  - Прорыв на Зуше.
  - Начало театральной хроники.
  - Плешковская игрушка.
  - Полесская песня.
  - Подкова Барона Роджерса.
  - Входите: рассекречено.
- Мир и музей: Вестник Ассоциации музеев России. Тула, 2004. № 1-2 (10). (Тема номера: Музеи Пермской области):
  - Алмазный свет.
  - Где живёт птица Сирин.
  - Дороги Прикамья.
  - Её величество Пермь Великая.
  - Зачем студенту Анубис?
  - Звериной атомной тропой.
  - Как встретились Пугачёв и Беринг.
  - Книги и книжники.
  - Конец и вновь начало.
  - Куда разлетелись совы.
  - Музей в роли архива.
  - На своём берегу (О музее истории реки Чусовой)
  - Прогулки по Мотовилихе.
  - Стальная Лысьва.
  - Там, где не бывал Чайковский.
  - Театр начинается с музея.
  - Эпос с названием Чердынь.
- Здравствуй, Бунинский дом! // Молодой коммунар. 1981. 3 марта. (Об открытии литературного филиала Ефремовского краеведческого музея в доме Буниных в Ефремове).
- Новомосковск. Город у истоков Дона / текст В. Н. Шавырин; фото В. П. Дворецкий, И. В. Каретников, П. В. Роготнёв; редкол. Н. Минаков, Н. Ерёмина, Е. Богатырёв, В. Назарова, В. Рогов. — Тула : [Бизнес-Пресс], 2005. — 232 с.